# 4146 Rudolfinum
A 4146 Rudolfinum (ideiglenes jelöléssel 1982 DD2) a Naprendszer kisbolygóövében található aszteroida. Ladislav Brožek fedezte fel 1982. február 16-án.